# Le Voyage du directeur des ressources humaines
Pour plus de détails, voir Fiche technique et Distribution.
Le Voyage du directeur des ressources humaines (The Human Resources Manager) est un film israélien sorti en 2010.

## Synopsis
Une femme, employée dans une boulangerie, meurt lors d'un attentat à Jérusalem. L'entreprise est accusée d'inhumanité envers elle et un journaliste rend l'affaire publique. Afin de redorer l'image de l'entreprise, le DRH est chargé d'organiser les funérailles en Roumanie...

## Fiche technique
- Titre original : The Human Resources Manager
- Titre français : Le Voyage du directeur des ressources humaines
- Réalisation : Eran Riklis
- Scénario : Noah Stollman d'après le livre d'Abraham B. Jehoshua
- Photographie : Rainer Klausmann
- Musique : Cyril Morin
- Pays d'origine :  Israël
- Genre : drame
- Date de sortie : 2010

## Distribution
- Mark Ivanir : le directeur des ressources humaines
- Guri Alfi : le vaurien
- Noah Silver : le garçon
- Rosina Kambus : le consul israélien
- Julian Negulesco : le vice-Consul
- Irina Petrescu : la grand-mère

## Distinctions
En 2010 le film obtient le prix du public du Festival du film de Lacarno ainsi que des récompenses pour le meilleur film et le meilleur réalisateur aux Ophirs du cinéma.